# Kalkstraße (Riga)

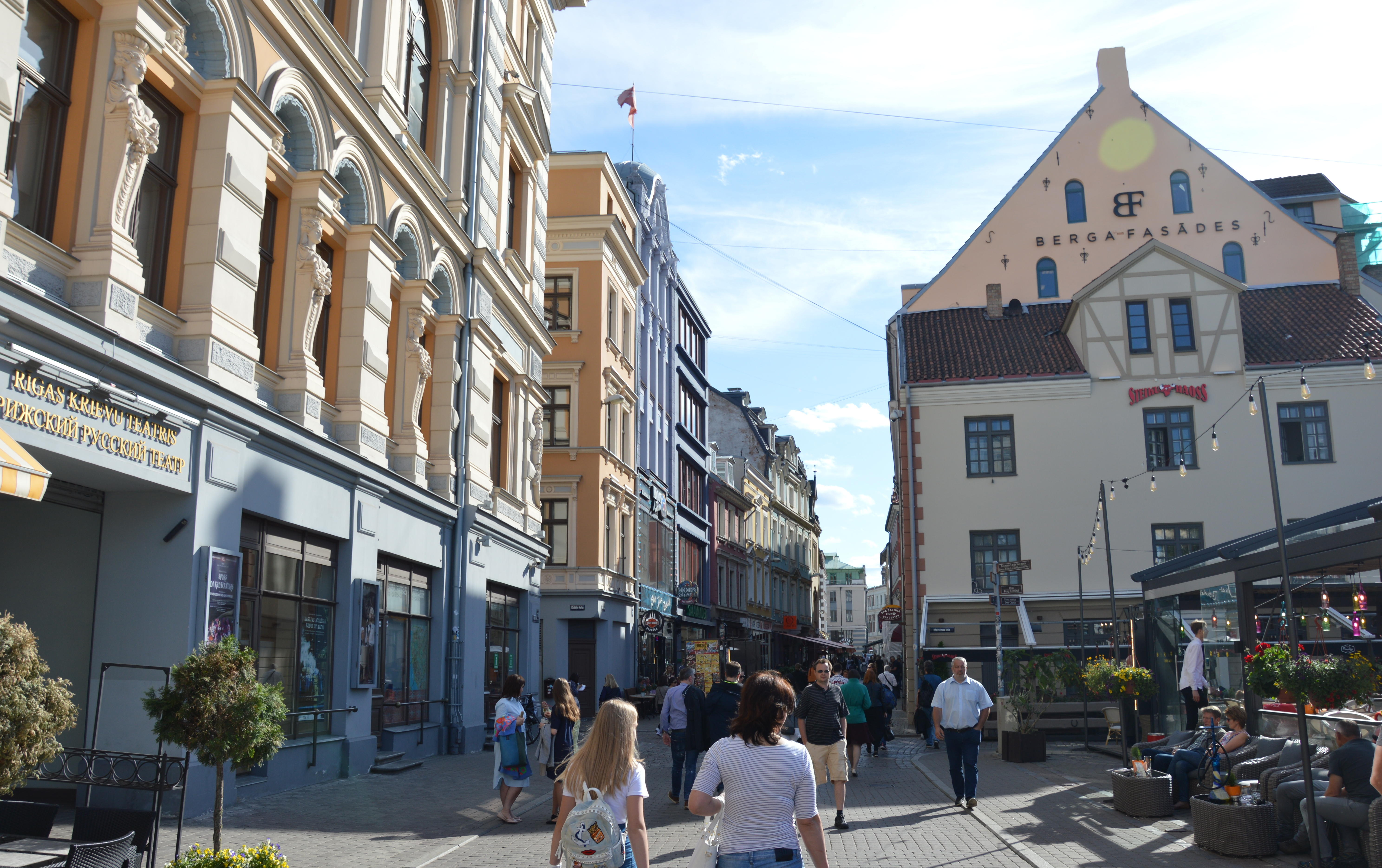
Kalkstraße, Blick nach Südwesten

Die Kalkstraße (lettisch Kaļķu iela) ist eine Straße in der lettischen Hauptstadt Riga.
Sie führt von Südwesten nach Nordosten mit einer Länge von etwa 400 Metern durch die Rigaer Altstadt und ist als Fußgängerzone gestaltet. Im Südwesten beginnt sie am Rathausplatz (Rātslaukums) beim Rathaus Riga und endet am Freiheitsboulevard (Brīvības bulvaris) in den sie übergeht. Nahe am Rathaus mündet von Norden die Kaufstraße (Tirgoņu iela) ein. Auf der Südseite geht die Scharrenstraße (Skārņu iela) ab. Unweit des östlichen Endes wird sie von der Wallstraße (Vaļņu iela) gekreuzt. Ein weiteres über den Rathausplatz nach Südwesten führendes etwa 200 Meter langes Teilstück wird ebenfalls zur Kalkstraße gezählt, bildete jedoch ursprünglich die Schalstraße (Svērtuves iela).
Der Name der Straße geht auf ein Kalksteinvorkommen zurück, welches sich im östlichen Verlauf der Straße befand. 1950 wurde die Straße in Leninstraße (Ļeņina ielā) umbenannt und der Verlauf unter Einbeziehung der angrenzenden Straßen, darunter die Schalstraße verlängert. 1989 erhielt sie wieder ihren ursprünglichen Namen zurück, wobei man jedoch die Nummerierung der Leninstraße beibehielt, so dass damit auch die Schalstraße umfasst blieb.
Mehrere der Gebäude entlang der Straße stehen unter Denkmalschutz so die Wohnanlage Kalkstraße 7, 9, das Bankgebäude Kalkstraße 15, das Gesellschaftshaus Muse in der Kalkstraße 18 und das Haus Kalkstraße 24. An der Adresse Kalkstraße 16 befindet sich das Russische Theater Riga. Am westlichsten Abschnitt der Kalkstraße befindet sich das Denkmal der lettischen Schützen.